# Voleibol assegut
El voleibol assegut es va disputar per primera vegada en els Jocs Paralímpics d'Arnhem 1980. Cada partit és al millor de cinc sets i cada set és a 25 punts amb una diferència mínima de dos punts sobre l'equip contrari.
Els equips són mixtes i estan compostos per sis persones. La norma indica que cada atleta ha de mantenir la pelvis tocant el sòl i els bloquejos en el servei estan permesos.